# Gouvernement Kairouan

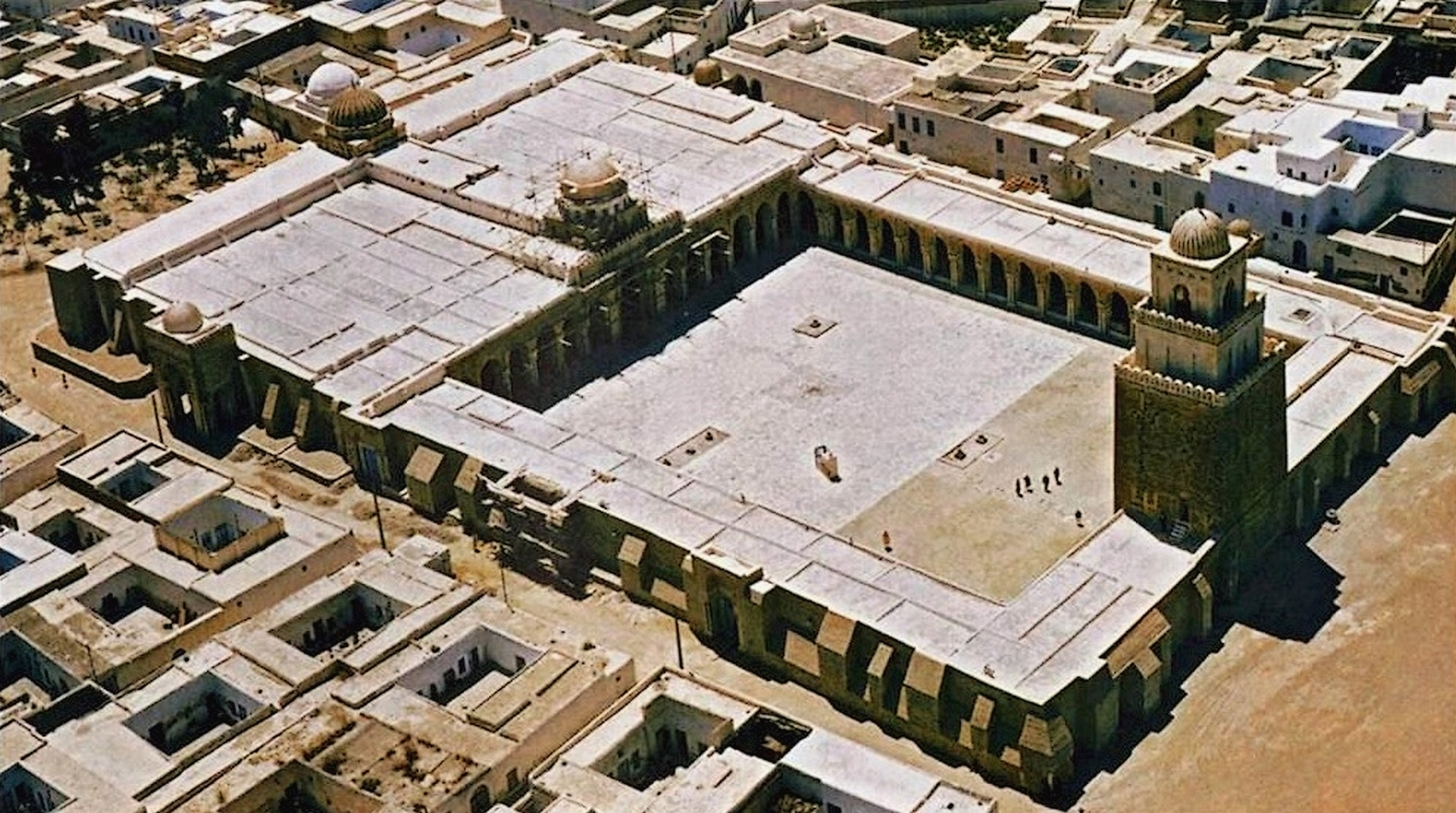
Luftbild der Großen Moschee von Kairouan

Das Gouvernement Kairouan (arabisch ولاية القيروان, DMG Wilāyat al-Qairawān) mit dem Sitz Kairouan ist eines der 24 Gouvernements Tunesiens. Es liegt im Norden des Landes in Höhen zwischen 50 und 1350 m ü. d. M. und hat bei einer Fläche von 6712 km² etwa 570.000 Einwohner.
Nach der Revolution in Tunesien 2010/2011 hat sich Kairouan zu einer Hochburg der Salafisten entwickelt. Vielen Tunesiern galt die Stadt als abschreckendes Beispiel. Mit der zunehmenden Demokratisierung und der unterstützenden Hilfe von Europa, besonders Frankreich und Deutschland, konnte diese radikale Gruppe keine Anhänger gewinnen und hatte sich daher bald wieder zurückgezogen.

## Delegationen
Das Gouvernement umfasst elf Delegationen:
| Delegation     | Einwohner 2004 | Einwohner 2014 |
| -------------- | -------------- | -------------- |
| Bou Hajla      | 70.589         | 72.371         |
| Chebika        | 33.889         | 35.308         |
| Echrarda       | 25.903         | 27.518         |
| El Alâa        | 31.773         | 32.343         |
| Haffouz        | 43.792         | 40.066         |
| Hajeb El Ayoun | 35.403         | 36.137         |
| Kairouan Nord  | 83.794         | 96.904         |
| Kairouan Sud   | 80.444         | 89.749         |
| Nasrallah      | 37.112         | 33.789         |
| Oueslatia      | 36.195         | 34.452         |
| Sbikha         | 67.315         | 71.922         |
| Summe          | 546.209        | 570.559        |

## Klima
Die langjährigen Durchschnittstemperaturen liegen in Abhängigkeit von der Höhe und der Bewölkung zwischen 5 und 15 °C im Winter bzw. zwischen 20 und 35 °C im Sommer. Die jährlichen Niederschlagsmengen schwanken zwischen 250 und 350 Millimetern.

## Wirtschaft
Die Landwirtschaft ist der dominante Wirtschaftssektor der Region – Getreide, Obstbau (Oliven, Mandeln) und der Anbau von Gemüse (Spargel, Tomaten etc.) sind die Hauptprodukte; daneben wird auch in nicht unbedeutendem Umfang Viehzucht betrieben. Die Medina von Kairouan wird von zahlreichen Touristen besucht.

## Natur
Die Region ist weitgehend vom Menschen kultiviert; zwei Naturschutzgebiete befinden sich im äußersten Norden bzw. im Nordwesten: der Nationalpark Djebel Zaghdoud und der Nationalpark Djebel Serj mit dem höchsten Berg des Gouvernements (1357 m).

## Geschichte
Die Region war ehemals von Berbern besiedelt, die von den Römern unterworfen wurden. Im 6. Jahrhundert kontrollierten die Byzantiner die Region und erbauten mehrere Festungsanlagen. Die arabischen Eroberungszüge unter ʿUqba ibn Nāfiʿ führten um das Jahr 670 zur Gründung von Kairouan. Die im 9. Jahrhundert herrschenden Aghlabiden gründeten die Residenzstadt Raqqada; sie wurden jedoch im Jahr 909 von den Fatimiden besiegt, die im Jahr 969 die ihre Hauptstadt in das neu gegründete Fustat/Kairo verlegten.

## Kultur
Obwohl anhand vieler Kleinfunde davon auszugehen ist, dass die Region um Kairouan bereits in römischer Zeit eine wichtige Rolle spielte, sind antike Großbauten (Tempel, Theater etc.) kaum bekannt oder in sehr schlechtem Zustand; auch Relikte aus byzantinischer Zeit sind rar. Die wichtigsten Kulturgüter stammen aus der islamischen Zeit; die meisten befinden sich in Kairouan, wo das Musée national d'art islamique de Raqqada einige bedeutende Fundstücke zeigt.